# Confluence Watersports
Confluence Watersports ist ein US-amerikanischer Hersteller von Kanus und Zubehör in Trinity in North Carolina. Gegründet 1998 durch das Zusammengehen von Wilderness Systems mit Mad River Canoe, wurde der damals drittgrößte Kajakhersteller weltweit durch den Kauf der Kanusportsparte von WaterMark Paddlesports Inc. (dem zweitgrößten US-Kajak-Hersteller) im Mai 2005 der mit Abstand größte Hersteller von Kanus und Zubehör weltweit. CEO ist Richard Feehan, finanziert wurde der Kauf von American Capital, die insgesamt 95 % der Anteile hält. Der Hauptsitz der WaterMark-Abteilung ist Easley in South Carolina.

## Wilderness Systems
Gegründet 1986 durch Andy Zimmerman and John Sheppard in einer Garage in North Carolina, begannen sie zuerst mit der Herstellung won Wildwasserkajaks. Ende der achtziger Jahre weiteten sie die Produktion auch auf Tourenkajaks aus. Seit 1993 stellten sie auch Kajaks aus Polyethylen her und konnten dadurch den Umsatz steigern. Sie sind damit der Ursprung von Confluence und sind der drittgrößte US-Kajak-Hersteller.

## Mad River Canoe
Gegründet 1971 durch Jim und Kay Henry in Vermont. Obwohl es die ältere Firma ist, zog der Kanuhersteller nach dem Merger mit Wilderness nach North Carolina. Er hatte neun Jahre vor dem Merger zu Confluence die Firma Voyageur erworben und ist der zweitgrößte US-Kanu-Hersteller.

## Voyageur
Eine Mitgift des Mergers war die Firma Voyageur watersports accessories aus Kansas, die von Jack Scarrit gegründet wurde, Kanuzubehör herstellt, und 1989 von Mad River Canoe gekauft wurde. Damit bestand die Firma Confluence zum Zeitpunkt ihrer Gründung hauptsächlich aus diesen drei Einzelfirmen. Die vierte Firma WindRider wurde später ausgegliedert.

## Wave Sport
2001 wurde der Hersteller Wave Sport gekauft, der von Chan Zwanzig in Steamboat Springs in Colorado gegründet wurde, und sich vor allem beim Playboating einen Namen gemacht hat. Jutta Kaiser gewann ihre Weltmeisterschaft mit Kajaks von Wave Sport.
Dieses war der letzte größere Kauf von Confluence vor dem Erwerb von WaterMark, und auch diese Firma verlegte nach dem Kauf ihren Sitz nach North Carolina.

## Perception
In den frühen siebziger Jahren von Bill Masters gegründet, war es der drittgrößte Kajakhersteller weltweit als es 1998 zusammen mit Dagger WaterMark bildete. Die Generalvertretung in Deutschland ist Kober & Moll.

## Dagger
Kajakhersteller 1988 von Joe Pulliam und drei Freunden in Tennessee gegründet, zog später nach South Carolina. Der Sitz der WaterMark-Abteilung befindet sich dort.
Dagger bildete mit Perception eine der Gründungsfirmen von WaterMark.
Generalvertrieb in Deutschland ist Blue and White.

## Andere Einzelfirmen
Die weiteren Firmen aus der Paddelsportsparte von Watermark sind:
- Harmony (Hersteller von Kanuzubehör).
- Mainstream (Hersteller sogenannter “recreational kayaks”).
- AT Paddles (“Adventure Technology Paddles” stellt Paddel her).